# Mazovie
Pour les articles homonymes, voir Mazovie (homonymie).
La Mazovie ou — variante ancienne — Masovie (en polonais : Mazowsze) est une région géographique et historique située dans le Centre et le Nord-Est de la Pologne, de part et d'autre des cours moyen de la Vistule et de ses affluents le Boug occidental et la Narew. Ses capitales historiques sont Płock, qui reçoit des privilèges urbains en 1237, Czersk, puis Varsovie à partir de 1413. 
Ses limites historiques traditionnelles diffèrent de celles de l'actuelle voïvodie de Mazovie. 

## Situation
À l'est de la Mazovie, on trouve la région naturelle de Podlachie et la voïvodie de Podlachie. 
Au nord s'étend la région historique et naturelle de Mazurie et la voïvodie de Varmie-Mazurie, qui se prolonge vers la frontière de la Lituanie.  
Au sud, c'est la Petite-Pologne (Cracovie) et, à l'ouest, la Grande-Pologne (Poznań).

## Histoire

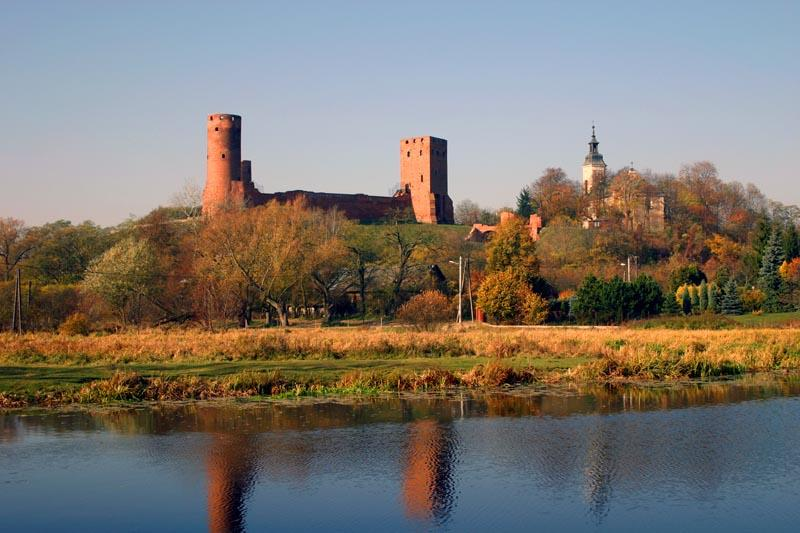
Le château des ducs de Mazovie à Czersk.

En 1034, Miecław, échanson de Mieszko II de Pologne, s'empare d'une partie de la province, puis en est dépouillé en 1047 par Casimir Ier. Un évêché est fondé à Płock en 1075. La ville devient le centre politique de la Pologne sous le règne des ducs de Pologne Ladislas Ier Herman (1079-1102) et Boleslas III Bouche-Torse (1102-1138).
Après la mort de Boleslas III Bouche-Torse en 1138, la Pologne est divisée en plusieurs duchés. Celui de Mazovie échoit à Boleslas le Frisé. Son fils Lech lui succède en Mazovie en 1173. À sa mort, en 1186, le duché passe finalement, avec la Cujavie, à son oncle Casimir II le Juste.
Son fils Conrad Ier lui succède en Mazovie et en Cujavie en 1202, suivi par Siemovit Ier (1248-1262), puis Conrad II de Czersk (1264-1294) et son frère Boleslas II. À la mort de ce dernier en 1313, la Mazovie est divisée en trois duchés jusqu'à la mort de Casimir Ier de Varsovie en 1355. Siemovit III réunifie la région et affirme son indépendance. À sa mort en 1381 le pays est à nouveau divisé entre ses fils en deux duchés, Płock et Varsovie.
Après la mort du dernier duc Piast de Mazovie  Janusz III en 1526 tout le pays est soumis au royaume de Pologne et devient une voïvodie. La région prend de l'importance à partir de 1596 quand la capitale est transférée de Cracovie à Varsovie.
La Mazovie passe au royaume de Prusse avec Varsovie lors du troisième partage de la Pologne en 1795, puis fait partie du duché de Varsovie créé par Napoléon Bonaparte en 1807. Elle fait partie du royaume du Congrès en 1815, puis de la Deuxième République polonaise entre 1918 et 1939. Pendant la Seconde Guerre mondiale, elle est partagée entre le Gouvernement général et la province de Prusse-Orientale (région de Zichenau). En partie occupée par l'Armée rouge entre 1939 et 1941, elle est restituée à la Pologne après la guerre.

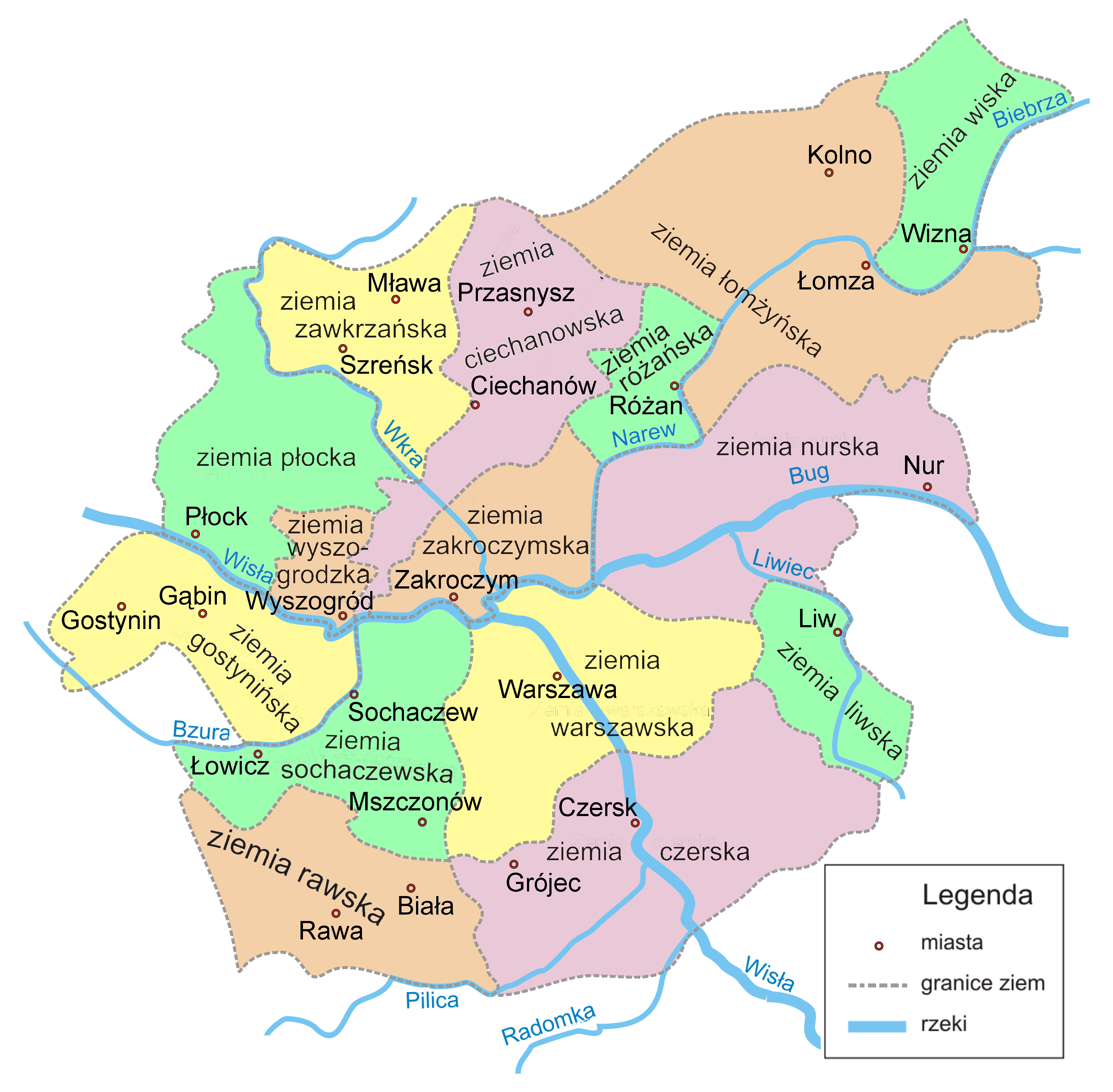
Divisions historiques de la Mazovie.
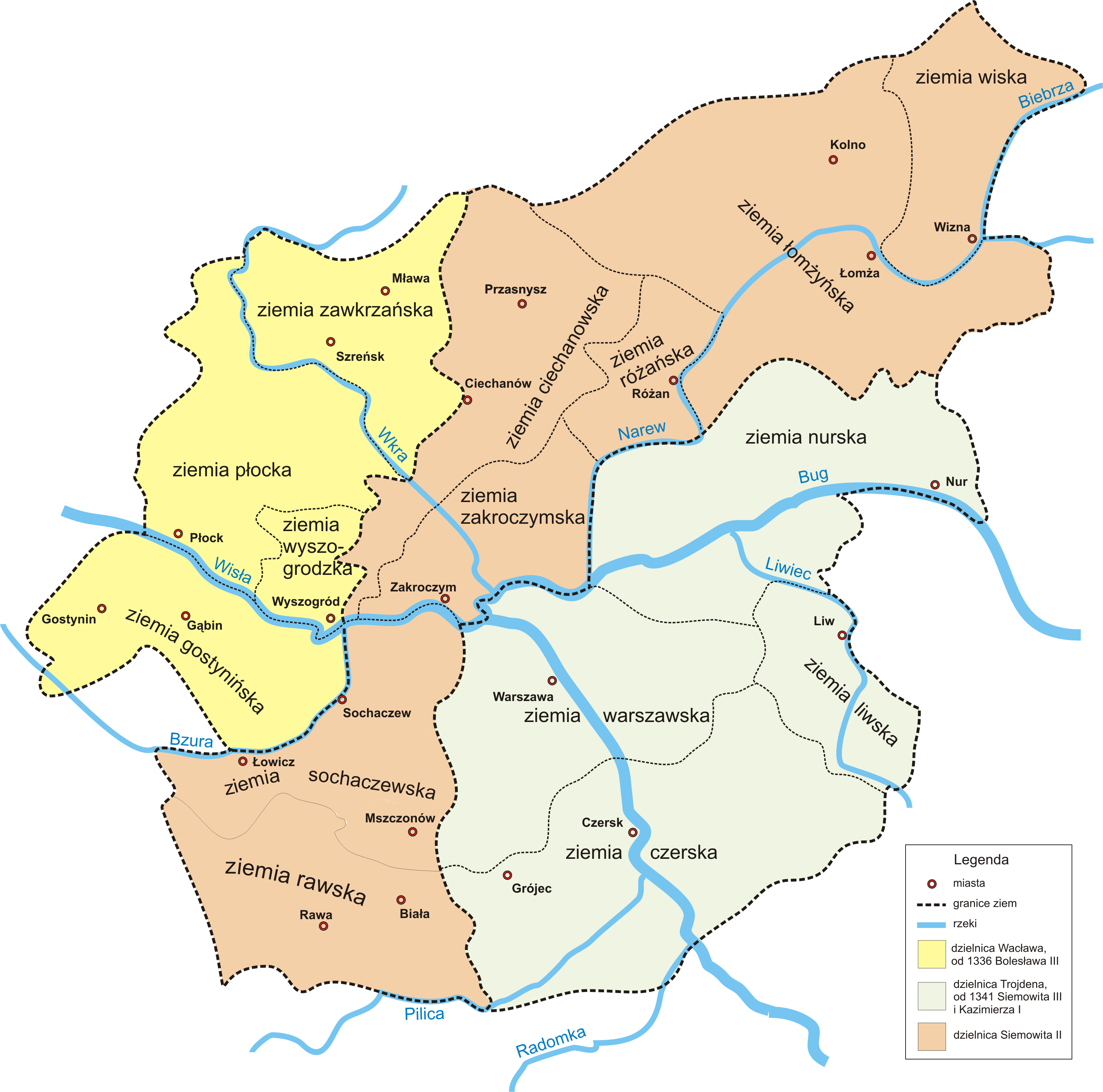
La Mazovie en 1313.
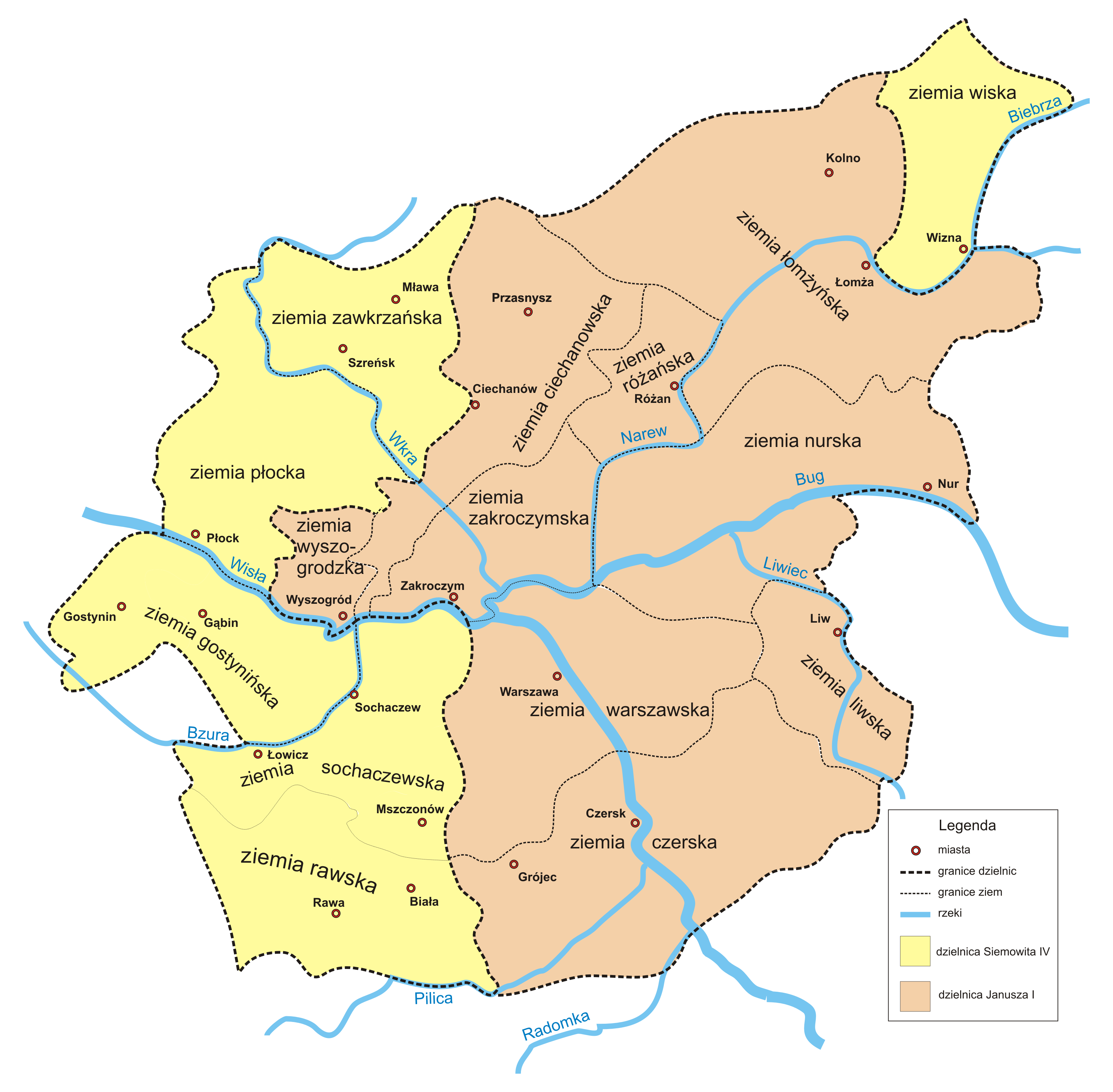
La Mazovie en 1381.